# 청남대

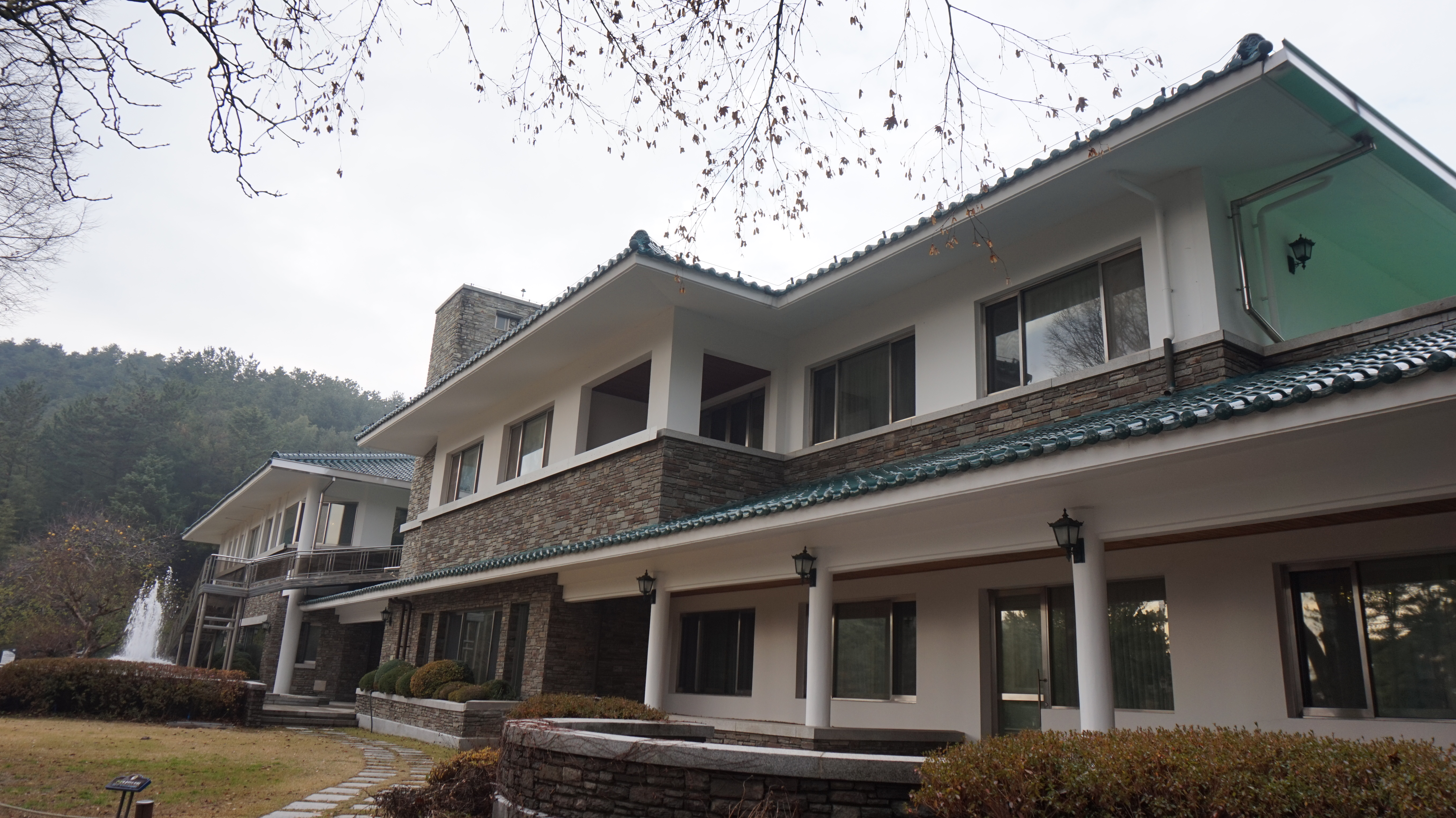
청남대 본관

청남대(靑南臺)는 청주시 상당구 문의면에 신대리에 있는 대한민국의 대통령의 별장이었다. 1983년 12월에 완공되었으며, 이후 계속해서 대통령들의 별장으로 이용되어 왔다. 2003년에 갓 취임한 노무현 대통령의 지시로 동년 4월 18일에 전면 개방되었고, 관리권이 충청북도로 이관된 후에는 관광지로 이용되고 있다.

## 역사
전두환 정부 시절인 1983년 6월 착공되어 12월에 완공했다. 개장 당시 이름은 '영춘재' 였지만, 1986년에 현 명칭인 청남대로 변경되었다. 이후 국민의 정부 시절까지 청남대는 경상남도 거제시 장목면 저도에 있는 청해대와 함께 대한민국 대통령의 전용 별장 역할을 하였다. 특히 정국 구상 등이 이루어지는 경우가 많아 대통령이 청남대에서 휴가를 마친 뒤 발표하는 국정 현안은 '청남대 구상' 이라는 명칭으로 불리기도 하였다. 김영삼은 금융실명제와 역사바로세우기 등 주요 정책들의 구상을 전부 청남대에서 논의하였고, 김대중 역시 2000년 청남대 휴가에서 6.15 공동 선언 및 4대 입법 개혁에 대한 구상을 했으며, 임기 막바지인 2002년 연말에는 청남대에서 박지원 비서실장을 불러서 동교동계의 해체를 지시하기도 하였다.
제16대 대통령 선거에서 이회창과 노무현 두 후보 모두 청남대의 완전 개방을 공약으로 올렸고, 노무현이 대통령으로 당선된 뒤 즉각 청남대 개방 계획을 발표했다. 2003년 4월 17일에 노무현은 개방식 참석차 청남대를 찾아 휴가를 보냈고, 야 3당 대표를 초청하여 골프와 식사를 대접했다. 휴가 마지막 날인 4월 18일에 공식적인 개방식을 열고, 충청북도로 관리권을 넘겼다.

## 청남대 관람 안내
교통문제와 환경보호 등의 문제로 제1문에서 관광 (단체) / 시내좌석버스 외 일반 차량을 통제하기 때문에 청남대를 관람하기 위해서는 개인 관람객은 청남대 문의매표소에서 왕복 승차권 기능이 포함된 입장권을 구입하여 청남대 행사기간 중에만 문의매표소와 청남대 사이를 운행하는 청주시내버스 302번을 승차 후 입장할 수 있다. 현재는 청남대 문의매표소의 운영이 중단되어 청남대 문의매표소 주차장에서는 302번의 승하차만 가능하고, 현장 매표는 청남대로 이동해야 가능하다. 반대로 청남대에서는 매표소 우측 안쪽의 대통령기념관과 마주보고 있는 청남대휴게소 매점 앞에 302번의 승차장이 있으며, 정류장 캐노피에는 "관람 후 버스 타는 곳"으로 표기되어 있다. 302번의 하차는 매표소에서 한다.
자가용으로는 문의청남대 나들목으로 진출한 후 나들목 남쪽의 문의네거리에서 안내판을 따라가면 되며, 문의네거리에서 청남대는 12km 떨어져 있다. 2011년 7월부터 12인승 미만 승용차 입장 예약제가 도입되어 1일 선착순 500대, 최대 3대까지 예약해야 개인 자가용을 통한 입장이 가능하다. 단체 관람객은 굳이 문의매표소를 경유하지 않아도 제1문에서 인원 확인 절차를 거친 다음 제2문에서 입장권을 구입하여 입장할 수 있다. 단 입장권 검표 후의 환불 및 청남대 내에서의 취사는 불가능하며 관람 소요 시간은 기본 코스가 약 2시간, 기본 코스 외 등산/산책로까지 합치면 약 4시간 정도이며, 자유롭게 도보로 관람할 수 있다.
2023년 3월 28일부터 자가용 입장 사전예약제가 폐지됐다.
- 매표 시간: 오전 8시 30분 ~ 오후 3시 30분[6]
- 관람 시간: 오전 9시 정각 ~ 오후 5시 정각[7]
- 버스 운행: 문의파출소 건너편의 청남대 문의매표소 기준 오전 9시 정각 ~ 오후 3시 30분.[8] 코로나19 이후에는 특정 행사 기간에만 버스를 운행하고, 평시에는 운행하지 않는다.
- 정기 휴관: 매주 월요일, 1월 1일, 설날 당일, 추석 당일

## 관람료
- 개인 어른 6,000원, 청소년 4,000원, 개인 노인/어린이 3,000원
- 단체 어른 5,000원, 단체 청소년 3,000원, 단체 노인/어린이 2,000원
- 광주민주화/국가/독립/참전 유공자와 장애인은 해당 증명서를 제시하면 무료로 관람할 수 있으며 충청북도 내 거주 개인도 신분증 등을 제시하면 단체 요금으로 관람할 수 있다.

## 주차 요금
- 16인 이상 승합차 및 1톤 초과 화물차: 3,000원
- 1000cc 미만 경차: 1,000원
- 위에 열거되지 않은 차량: 2,000원

## 청남대를 이용한 대통령
- 전두환
- 노태우
- 김영삼
- 김대중
- 노무현

## 관련 드라마
- 제5공화국 (2005년)
- 서울 1945 (2006년)
- 꽃보다 남자 (2009년)
- 카인과 아벨 (2009년)
- 아이리스 (2009년)
- 부자의 탄생 (2010년)
- 황금물고기 (2010년)
- 제빵왕 김탁구 (2010년)
- 프레지던트 (2010년)
- 부탁해요 캡틴 (2012년)
- 황금의 제국 (2013년)
- 힐러 (2014년~2015년)

## 갤러리

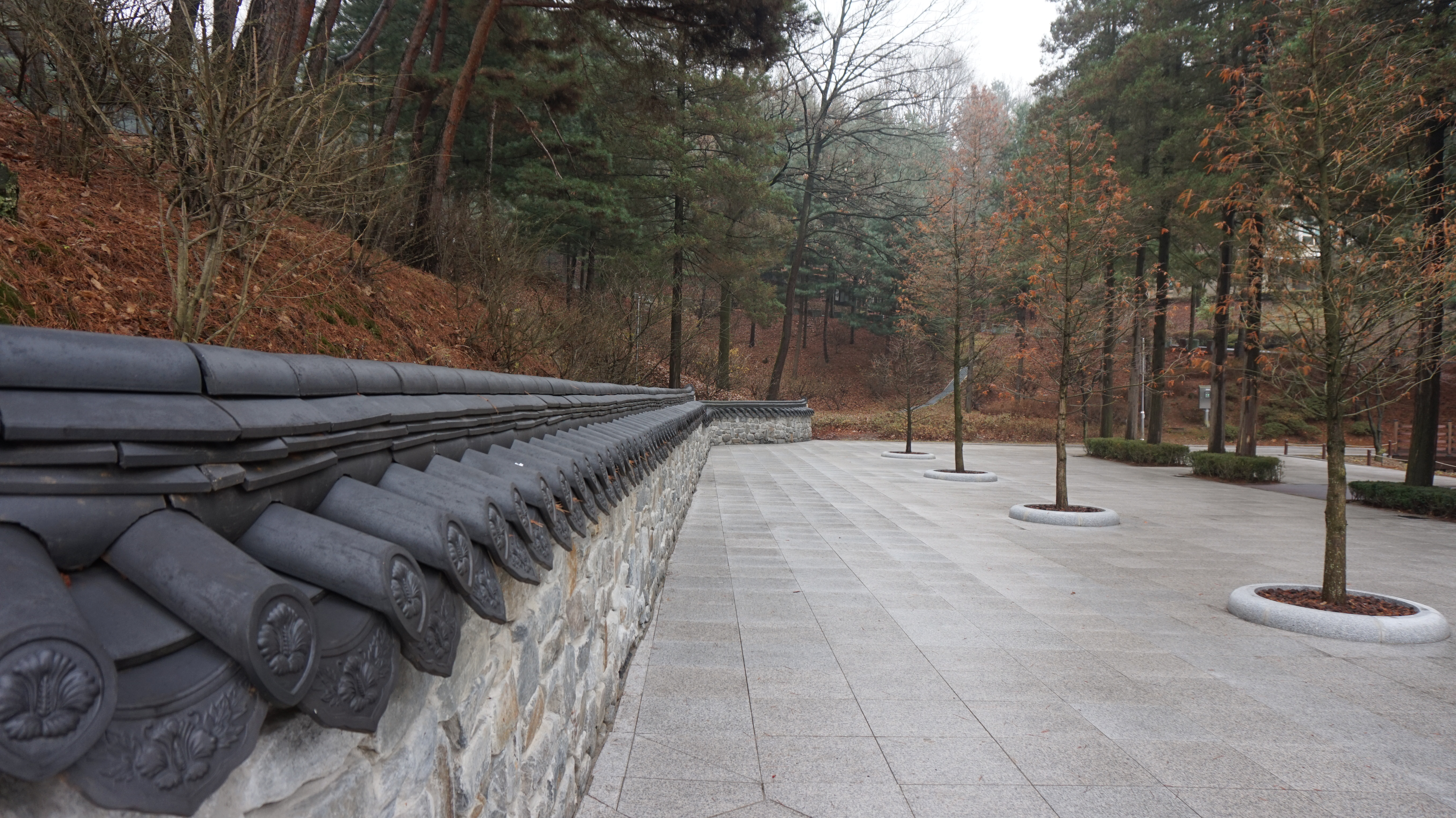
청남대 입구 산책로
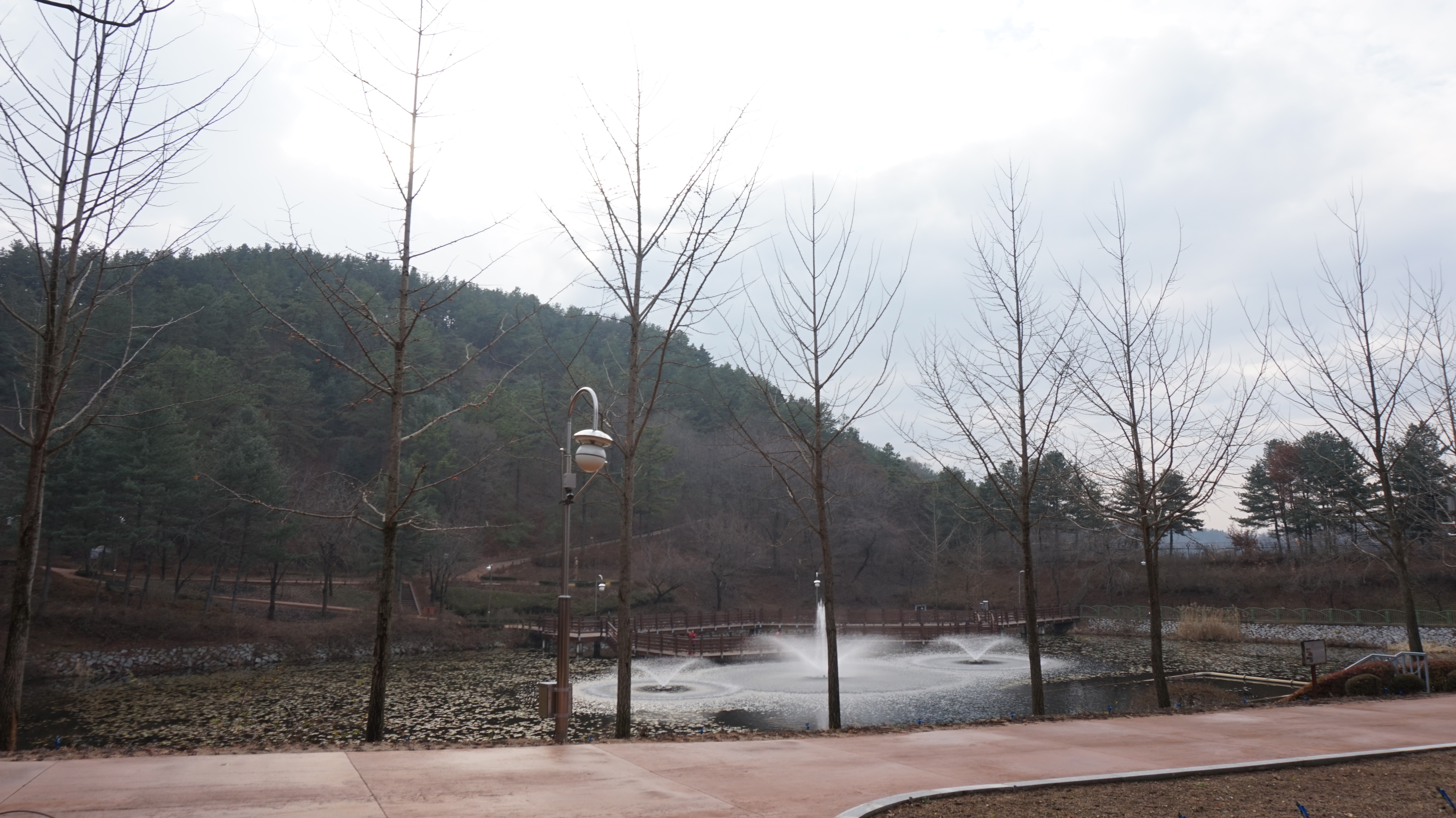
청남대 양어장
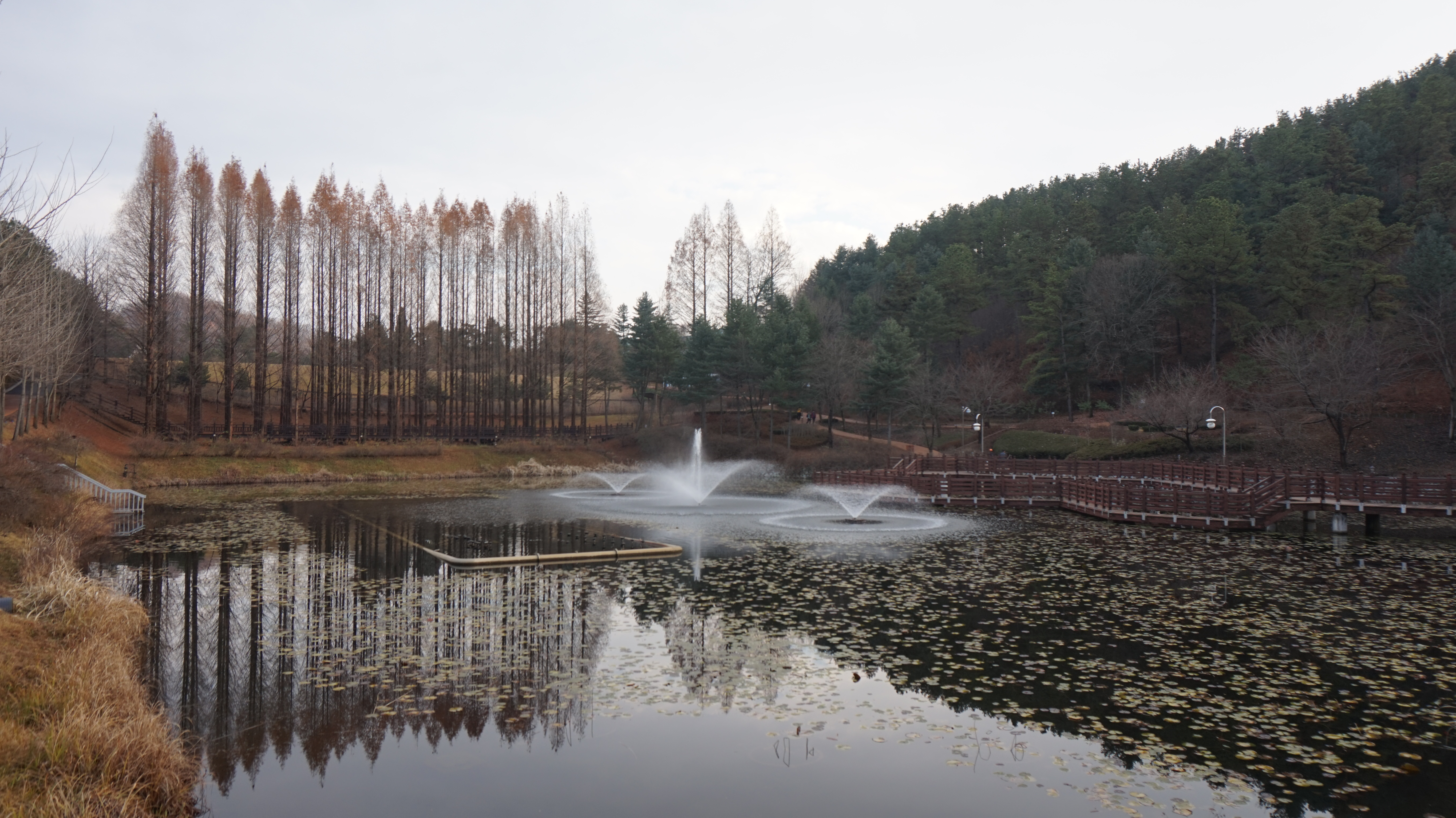
청남대 양어장 음악분수
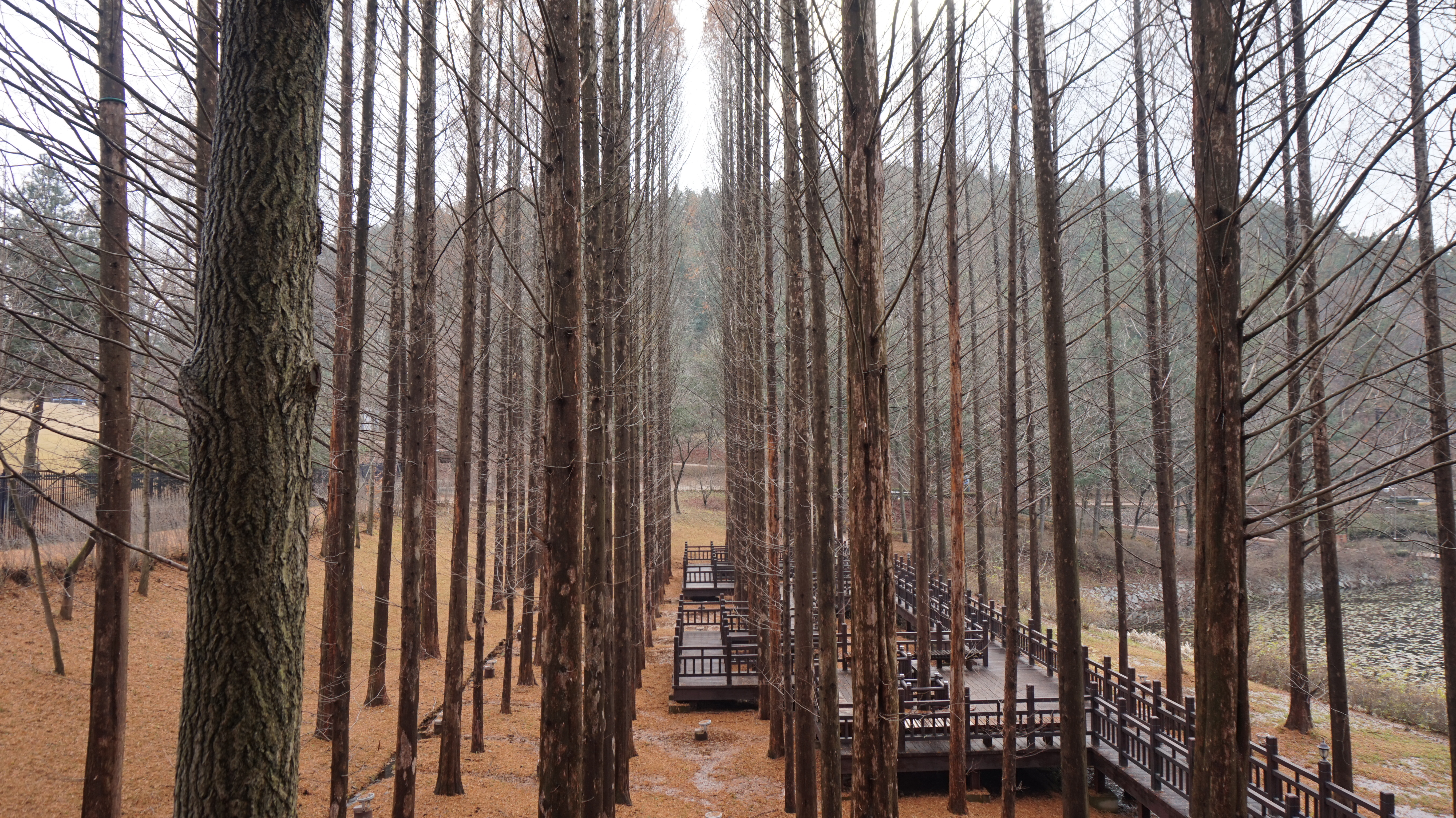
청남대 양어장 음악분수 길 (1)
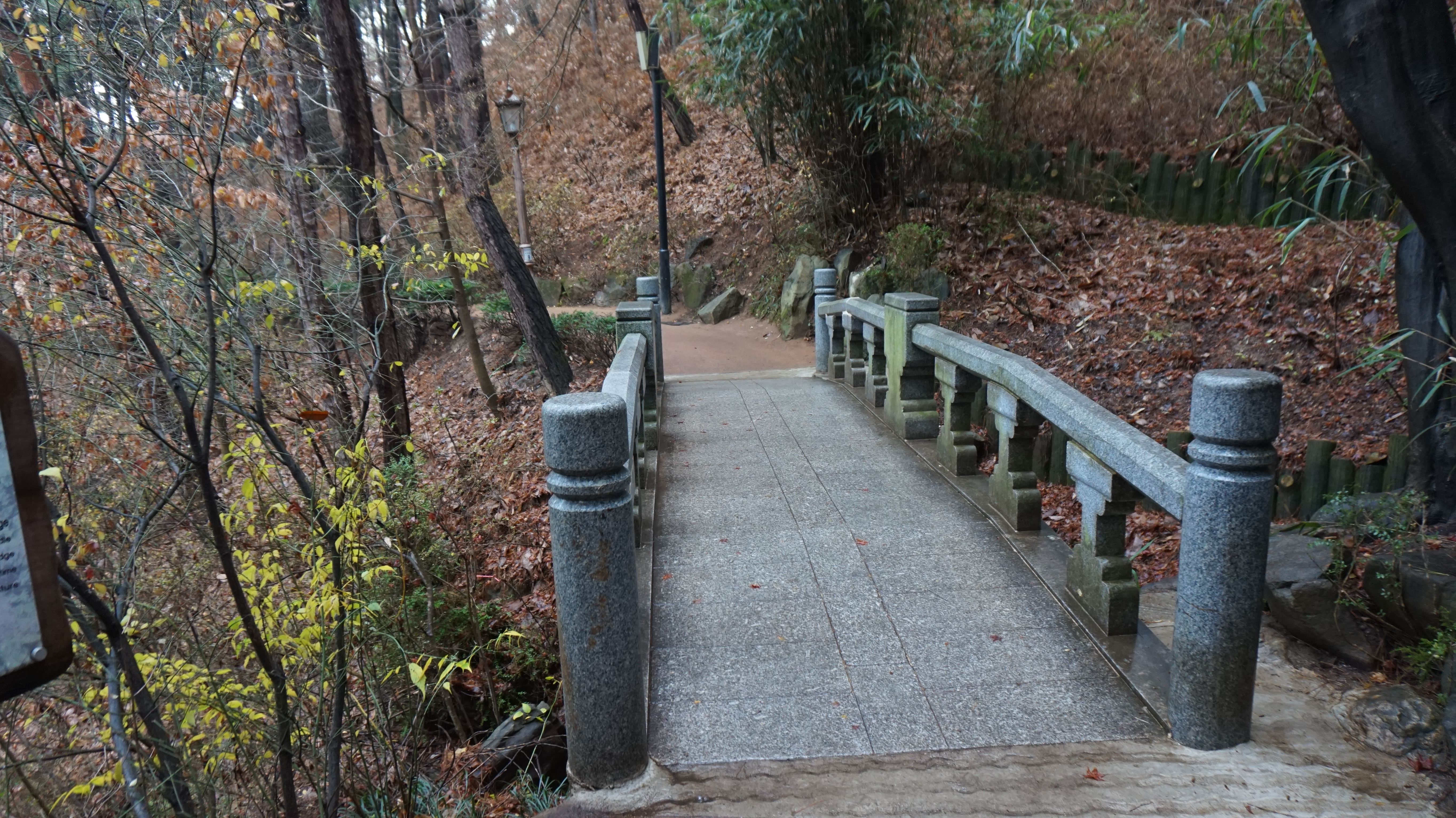
청남대 오각정 산책로 목교
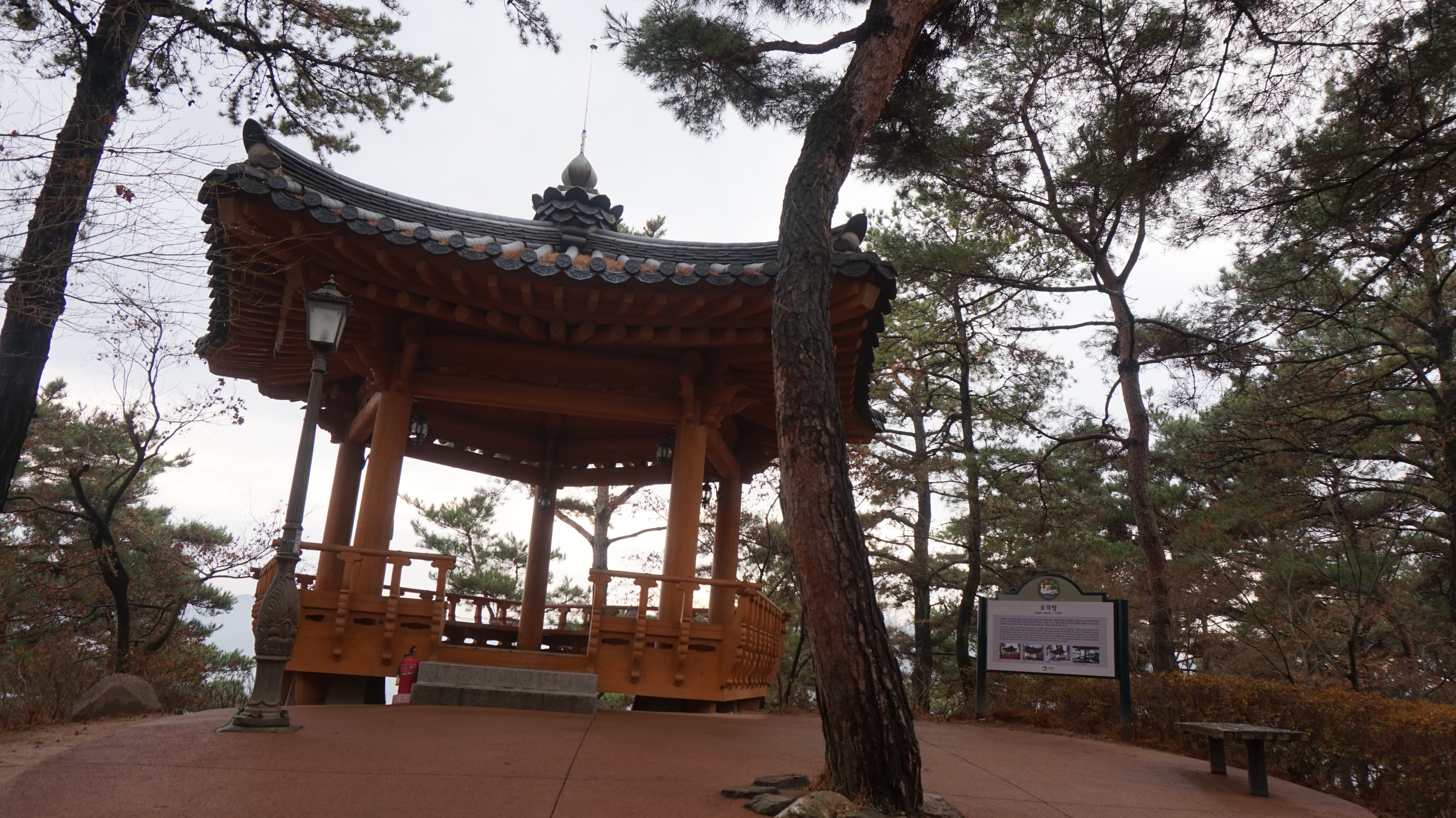
청남대 오각정
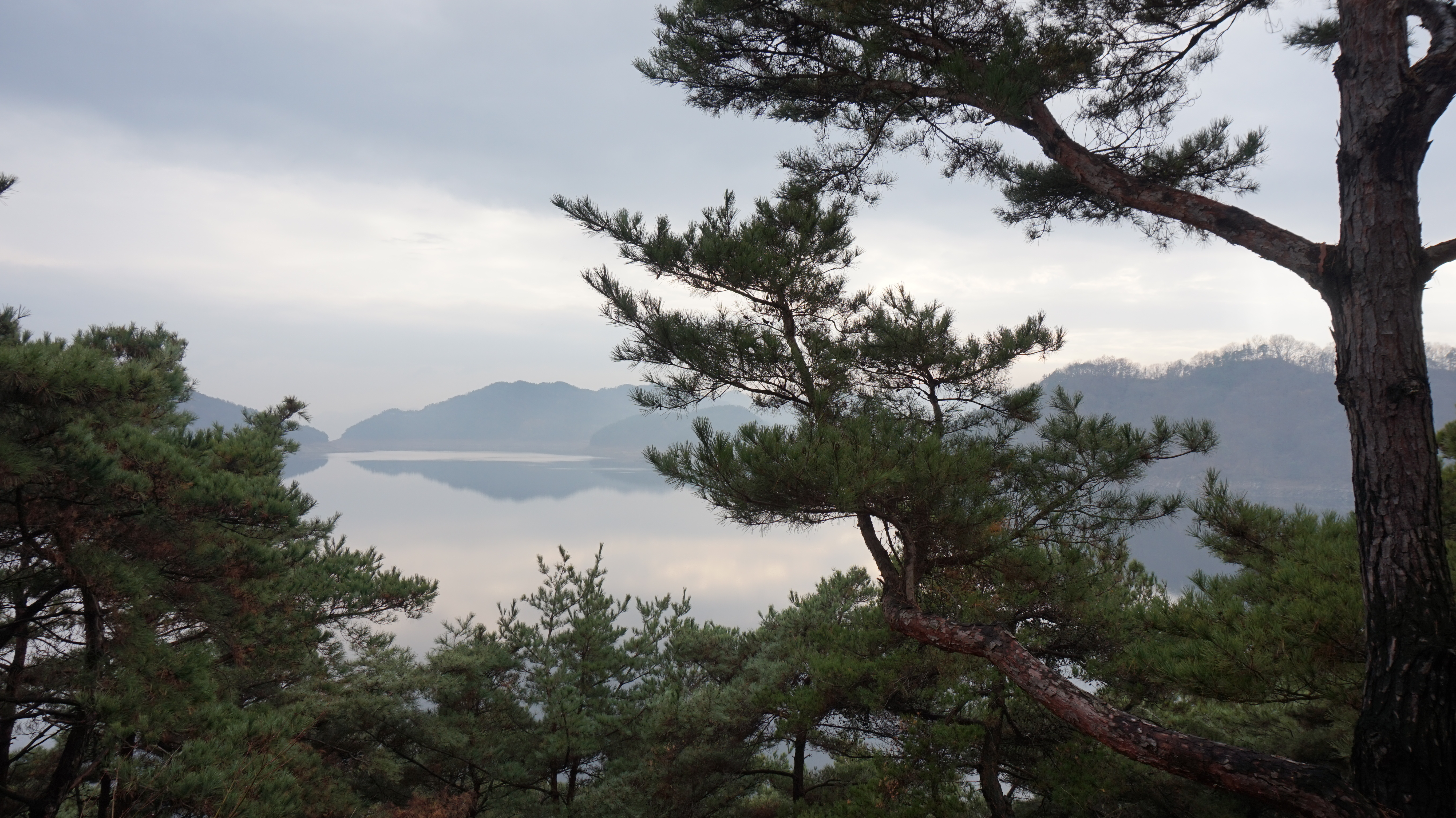
청남대 오각정에서 바라 본 풍경
청남대 하늘정원
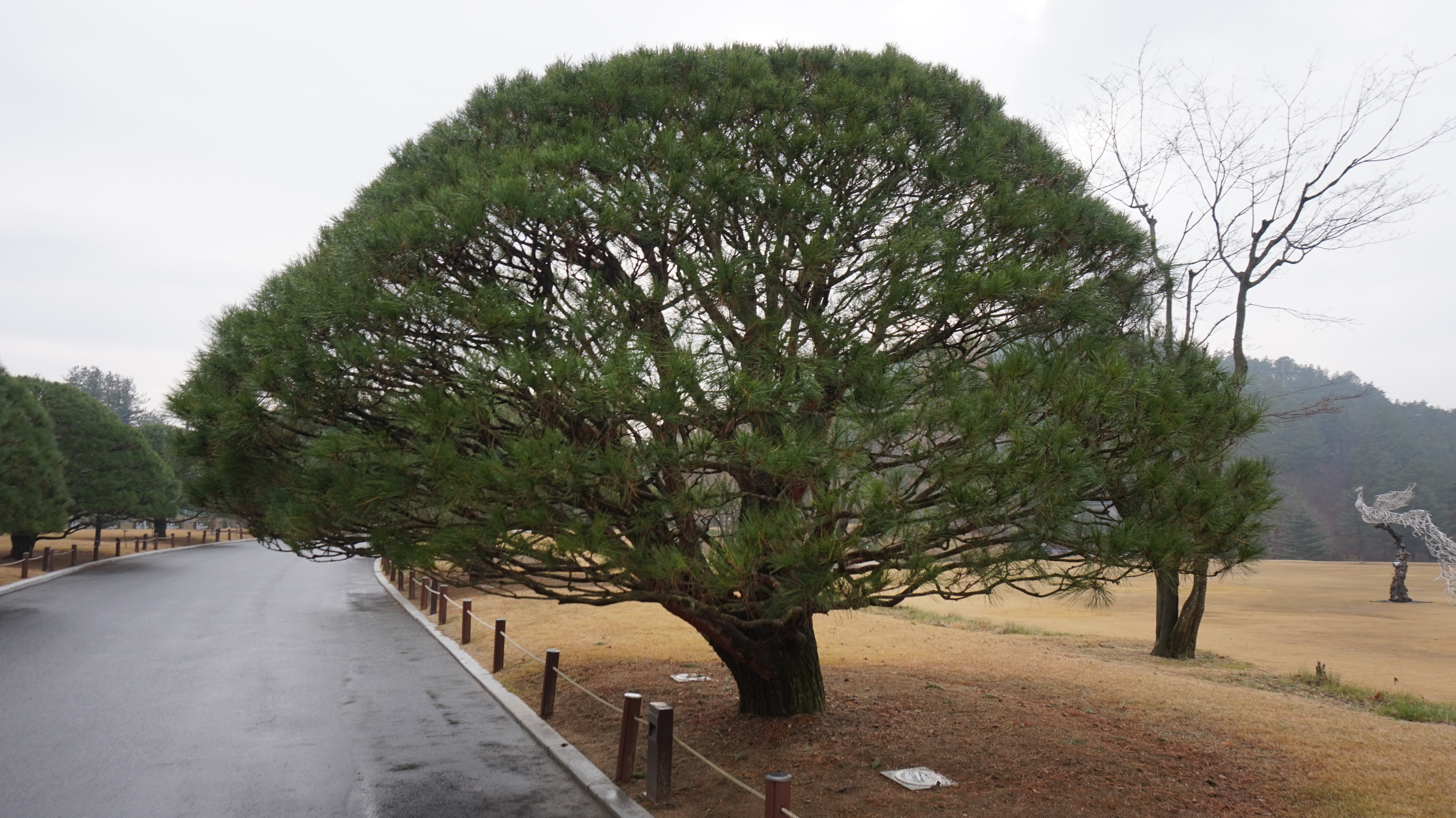
청남대 반송
청남대 남천
청남대 말발도리나무
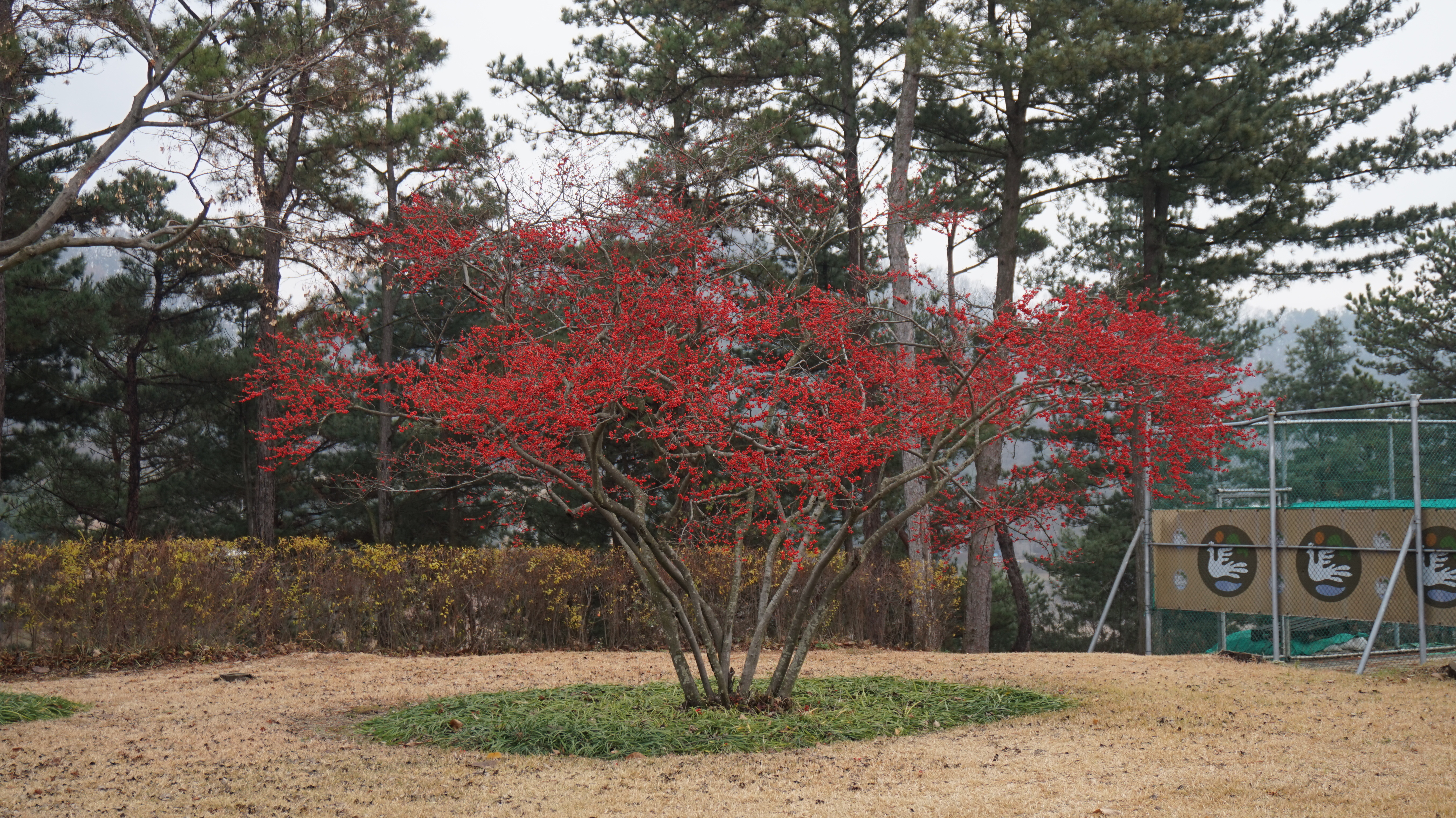
청남대 낙상홍